# Grand Hyatt Shanghai
 (août 2017).
Si vous disposez d'ouvrages ou d'articles de référence ou si vous connaissez des sites web de qualité traitant du thème abordé ici, merci de compléter l'article en donnant les références utiles à sa vérifiabilité et en les liant à la section « Notes et références ».
Grand Hyatt Shanghai est un hôtel situé à Shanghai, côté district de Pudong, en Chine. Cet hôtel occupant une partie de la Jin Mao Tower est notamment connu pour son impressionnant atrium.

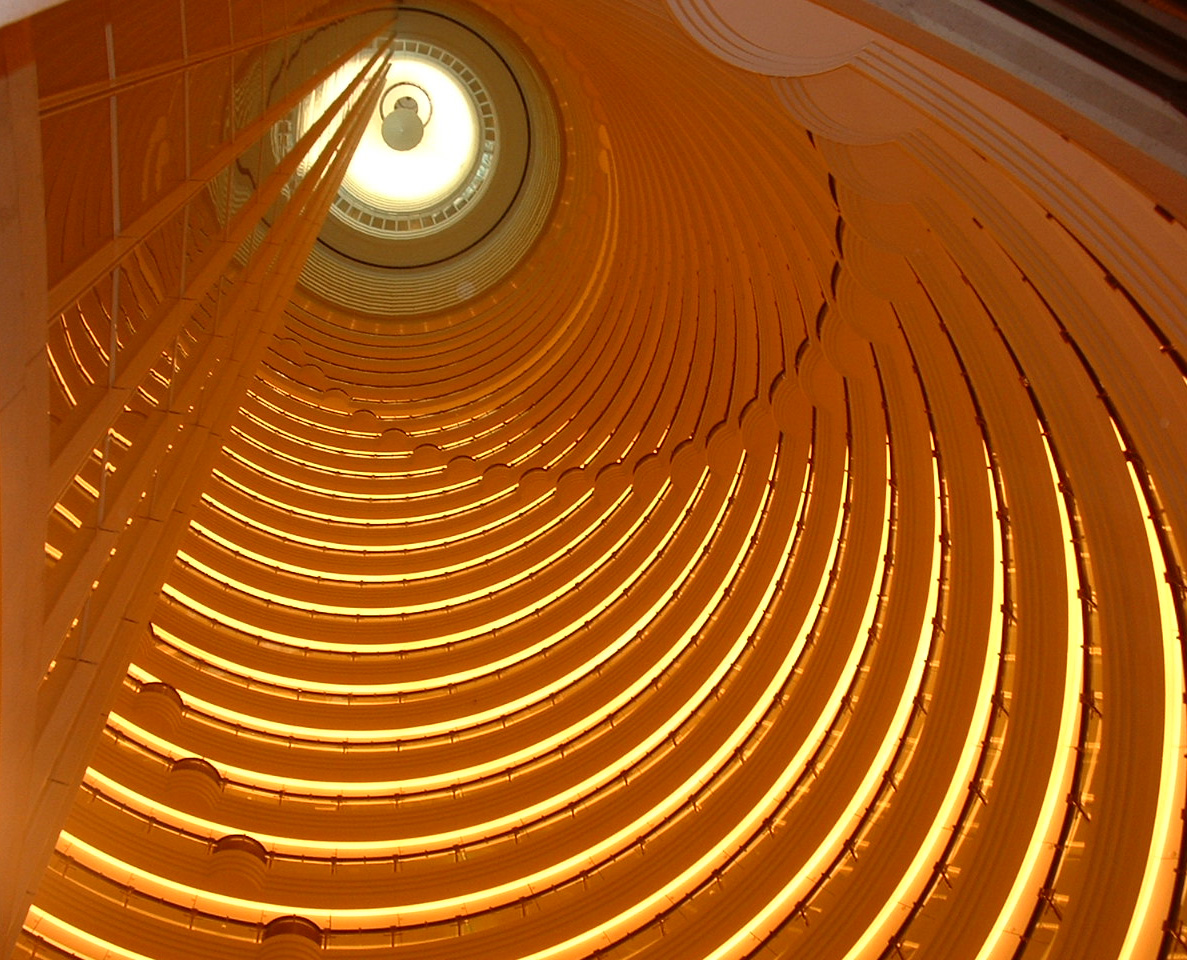
Atrium vue du bas.